# اگوی، ایچی
اگوی، ایچی (به لاتین: Agui, Aichi) یک سکونتگاه مسکونی در Japan است که در Chita District, Aichi واقع شده‌است.

## خصوصیات
اگوی ۲۳٫۹۴ کیلومترمربع مساحت و ۲۶٬۱۴۹ نفر جمعیت دارد.